# Нафта і газ Івано-Франківської області

Запаси нафти і газу по родовищах Державного балансу України (станом на 01.01.2000 р.): н – нафтове; гн – газонафтове; г - газове; гкн - газоконденсатнонафтове; нгк - нафтогазовоконденсатне

Нафта і газ Івано-Франківської області
У Івано-Франківській області зосереджена більша частина ресурсів вуглеводнів Західного регіону України.
Основними енергоносіями нині є нафта, вугілля і природний газ, яких після розпаду СРСР Україні в значній мірі не вистачає. Спостерігається особливий дефіцит нафти і природного газу.
Початкові потенційні видобувні ресурси вуглеводнів України становлять 8417,8 млн т умовного палива, при цьому у Західному регіоні – 1755,9 млн т, а в Івано-Франківській області – 702,6 млн т.
Розподіл поточних видобувних ресурсів по Західних областях України виглядає так (у % відношенні до ресурсів всього регіону):
Івано-Франківська – 42,6
Львівська – 25,8
Закарпатська – 14,4
Чернівецька – 13,2
Волинська – 2,7
Тернопільська - 1,2
Рівненська – 0,1
На 1 січня 2000 р. із надр Західного регіону України видобуто 107 872 тис. т нафти і конденсату, а також 285 781 млн м3 газу. По Івано-Франківській області видобуток склав відповідно 63 275 тис. та 85 525 млн м3.
Видобуті і розвідані запаси вуглеводнів України становлять 41% початкових потенційних ресурсів, у Західному регіоні 34%, а в Івано-Франківській області 29,5%. Нерозвідані ресурси області (495,3 млн т у. п.) є основою для нарощування і подальшого розвитку пошуково-розвідувальних робіт на нафту і газ.
Станом на 01.01.2000 р. у Івано-Франківській області на Державному балансі запасів нафти знаходиться 23 родовища, балансові видобувні запаси яких становлять 19 208 тис. т категорії A+B+C1 і 4469 тис. т категорії C2. Позабалансові – 6137 тис т. Залишок запасів нафти категорії A+B+C1, затверджених ДКЗ України становить 11666 тис. т.
Державним балансом враховано 22 родовища природного газу. Балансові запаси природного (вільного та розчиненого) газу становлять 37 199 млн м3 кат. A+B+C1, 8046 млн м3 кат. C2 та 772 млн м3 – позабалансові.
Запаси вільного газу враховані по 21 родовищу в кількості 23603 млн м3 кат. A+B+C1, 5484 млн м3 кат. C2. Залишок запасів вільного газу, затверджених ДКЗ України становить 15 454 млн м3 кат. A+B+C1.
Запаси конденсату враховані по 9 родовищах і становлять 2113 тис. т кат. A+B+C1, 197 тис. т кат С2. Залишок запасів конденсату затверджених ДКЗ України склав 1781 тис. т кат. A+B+C1.
Видобуток нафти і газу не компенсується приростами їх запасів. Для забезпечення стабільних рівнів видобутку нафти і газу обсяги пошуково-розвідувальних робіт необхідно збільшити не менш як у 3 рази.
Фонд підготовлених структур (на 01.01.2000 р.) для глибокого пошукового буріння на нафту і газ
Кічерська – 0,9 (нафта) млн т.
Пигівська – 2,184 (нафта) млн т.
Східнобогровська – 0,58 (нафта) млн т.
Чемигівська – 3,39 (нафта) млн т.
Старобогородчанська – 0,5 (газ) млрд м3.
Південномикуличинська – 2,5 (нафта) млн т.
Гошівська – 0,35 (нафта) млн т.
Тереснянська – 1,85 (нафта) млн т. та ін.
Фонд виявлених структур нафти і газу.
Бубницька – 0,3 млн т.                            Великополівська – 8,0 млрд м3
Вороненківська – млн т.                         Джурівська – 0,45 млрд м3
Дихтинецька – 15,5 млн т.                      Колпівська – 1,95 млрд м3
Улемківська – 0,32 млн т.                       Кривецька – 7,8 млрд м3
Кльовська – 0,4 млн т.                            Північнослобідська – 0,71 млрд м3
Нижньобитківська – 6,6 млн т.              Рожнівська – 0,25 млрд м3
Нижньоделятинська – 5,9 млн т.           Стопчатівська – 0,21 млрд м3
Північногвіздецька – 0,98 млн т.           Суходільська – 3,07 млрд м3 Устерицька – 10,0 млн т.             Яблуницька – 10,0 млн т.           Ясенківська – 1,3 млн т.

Ресурсна база видобувних вуглеводнів західного регіону України станом на 01.01.2000 р. Нафта, конденсат, УП – тис. т. Газ – млн м^{3}.